# Alice (Disney)
Pour les articles homonymes, voir Alice.
Alice est un personnage de fiction apparu pour la première fois dans le film Alice au pays des merveilles (1951). Il est apparu régulièrement dans Disney's tous en boîte. Le personnage est inspiré de l'héroïne homonyme de Lewis Carroll.
Disney a développé le personnage  à plusieurs reprises avec la série Alice Comedies (1923-1927), le long métrage d'animation de 1951 et un long métrage en prise de vue réelle en 2010, Alice au pays des merveilles, dans lequel Alice, désormais âgée de 19 ans, est incarnée par Mia Wasikowska.

## Description
Au début du film, Alice se montre peu attentive à la leçon d'histoire que sa sœur tente de lui faire réviser. Se laissant aller à la détente, elle voit soudain détaler un lapin blanc persuadé d'être en retard. Décidant de le suivre, elle arrive au pays des merveilles, où bon nombre d'aventures se présenteront à elle.

## Apparence
Le personnage d'Alice a été modelé d'après la jeune fille qui lui donne aussi sa voix, Kathryn Beaumont alors âgée de 12 ans et animé sous la supervision de Marc Davis.

## Interprètes
- Voix originale : Kathryn Beaumont
- Voix albanaise : Alma Koleci
- Voix allemande : Renate Kanthack
- Voix arabe : Noha Kaiss
- Voix brésilienne : Therezinha Marçal (1951), Adriana Torres (1991)
- Voix bulgare : Ĭoana Padeshka
- Voix coréenne : Bang Ju-Ran
- Voix danoise : Ilselil Larsen (1951), Amalie Dollerup (1998)
- Voix espagnole : Teresita Escobar
- Voix finnoise : Mervi Hiltunen
- Voix française : Marie-Claire Marty (1951), Séverine Morisot et Victoria Germain (chant) (1974)
- Voix grecque : Stephania Houya
- Voix hébraique : Orit Yaron
- Voix hongroise : Bernadett Tunyogi
- Voix italienne : Vittoria Febbi
- Voix japonaise : Yoko Caroline (ancienne version), Mika Doi (1990)
- Voix néerlandaise : Annie Almekinders
- Voix norvégienne : Sarah McDonald Berge (1998)
- Voix polonaise : Barbara Rylska
- Voix portugaise : Sandra de Castro
- Voix roumaine : Catalina Chirtan
- Voix russe : Lina Ivanova
- Voix suédoise : Maj-Britt Nilsson (1951), Sanna Nielsen (1998)
- Voix tchèque : Lucie Vondráčková
- Voix turque : Elif Atakan

## Chansons interprétées par Alice
- Dans le monde de mes rêves (In a World of My Own)
- Un matin de mai fleuri (All in the Golden Afternoon) avec les Fleurs
- Un joyeux non-anniversaire (The Unbirthday Song) avec le Lièvre de Mars et le Chapelier fou
- Ce que je dois faire (Very Good Advice)
- Peignons les roses en rouge (Painting the Roses Red) avec l'As, le 2 et le 3 de Trèfle
- Un joyeux non-anniversaire (The Unbirthday Song) (reprise) avec le Lièvre de Mars, le Chapelier fou et la Reine de Cœur